# Una moglie molto infedele
Una moglie molto infedele è un film pornografico diretto da Giorgio Grand, pubblicato il 13 gennaio 1988.

## Trama
Maria è una signora che effettua continui tradimenti ai danni del marito, il quale, sospettoso, ingaggia un detective privato, tale Mister Kappa, al fine di indagare sulle scappatelle dell'annoiata e depravata moglie.

### Scene cult
Celebre la scena di sesso tra Lilli Carati e Rocco Siffredi, che interpreta la parte del dottor Borelli, all'interno dello studio medico di quest'ultimo: il medico alla richiesta della paziente è già nudo sotto il camice bianco e con il pene in erezione.
Notevole anche la scena di sesso tra il detective e la domestica della famiglia.

## Produzione
Prima pellicola (di cinque complessive, esclusi i film di rimontaggio) hardcore di Lilli Carati, annovera tra gli attori del cast il già affermato nel settore Rocco Siffredi. Molte scene di questo film sarebbero successivamente state utilizzate in altri film pornografici.
Nella scena di sesso tra il detective e la domestica, quest'ultima è sottomessa e subito disponibile, coerentemente con lo stereotipo tipico della filmografia pornografica degli anni ottanta che vuole le domestiche, ed in generale le donne al servizio di famiglie più ricche, sempre disposte ad offrire il loro corpo ai loro padroni.
A proposito della pellicola, anni più tardi, il regista Giorgio Grand ha dichiarato che il film in questione, assieme al successivo Il vizio preferito di mia moglie, fu un grande successo di pubblico grazie alla scelta come attrice protagonista proprio di Lilli Carati, attrice già nota in passato. In verità, sempre secondo quanto dichiarato da Grand, l'attrice non era affatto adeguata per le scene hard e l'unico motivo per cui accettò di realizzarle era il bisogno di denaro per acquistare la droga da cui dipendeva già da alcuni anni.